# Iain Baxter
Iain Baxter, nacido el 16 de noviembre de 1936 (también conocido por "Iain Baxter&") es un fotógrafo, pintor, escultor, artista conceptual y de instalaciones de Canadá.

## Datos biográficos
Baxter está dedicado a la enseñanza (cargo de Profesor Emérito) en la Escuela de artes Visuales de la Universidad de Windsor.
Reconocido internacionalmente como un precursor del arte conceptual canadiense, el Consejo de Canadá le otorgó el Premio Molson del comité de estado en 2005 por sus muy respetadas instalaciones conceptuales y proyectos, así como su fotografía, le han dado la etiqueta de Marshall McLuhan de las artes visuales.
Iain Baxter& fue copresidente del colectivo artístico N.E. Thing Co. con Ingrid Baxter de 1966 a 1978.

## Reconocimientos
2005 Premio Molson del Consejo canadiense de las Artes, Compañero de la Orden de Ontario.
2004 Premio en Artes Visuales y Media del Gobernador General, Compañero de la Orden de la Columbia Británica.
2003 Oficial de la Orden de Canadá.
1978 Premio Lynch-Staunton

## Obras
Entre las mejores y más conocidas obras de Iain Baxter se incluyen las siguientes: